# Гілмер (Техас)
Гілмер (англ. Gilmer) — місто (англ. city) в США, в окрузі Апшер штату Техас. Населення — 4843 особи (2020). Насамперед відомий як батьківщина Східно-Техаського Ямбора, а також як місце народження популярних музичних виконавців Дона Хенлі з групи Eagles.

## Географія
Гілмер розташований за координатами 32°43′56″ пн. ш. 94°56′45″ зх. д. / 32.73222° пн. ш. 94.94583° зх. д. (32.732275, -94.945776).  За даними Бюро перепису населення США в 2010 році місто мало площу 9,84 км², з яких 9,82 км² — суходіл та 0,03 км² — водойми.

## Демографія
Згідно з переписом 2010 року, у місті мешкало 4905 осіб у 1918 домогосподарствах у складі 1228 родин. Густота населення становила 498 осіб/км².  Було 2149 помешкань (218/км²).
Расовий склад населення:
| - 74,9 % — білих - 18,0 % — чорних або афроамериканців - 0,8 % — азіатів - 0,7 % — корінних американців - 3,1 % — осіб інших рас |

До двох чи більше рас належало 2,5 %. Частка іспаномовних становила 7,0 % від усіх жителів.
За віковим діапазоном населення розподілялося таким чином: 26,1 % — особи молодші 18 років, 53,3 % — особи у віці 18—64 років, 20,6 % — особи у віці 65 років та старші. Медіана віку мешканця становила 38,3 року. На 100 осіб жіночої статі у місті припадало 83,2 чоловіків;  на 100 жінок у віці від 18 років та старших — 76,8 чоловіків також старших 18 років.
Середній дохід на одне домашнє господарство  становив 70 689 доларів США (медіана — 46 122), а середній дохід на одну сім'ю — 91 301 долар (медіана — 61 424). За межею бідності перебувало 13,1 % осіб, у тому числі 16,8 % дітей у віці до 18 років та 9,2 % осіб у віці 65 років та старших.
Цивільне працевлаштоване населення становило 1881 особа. Основні галузі зайнятості: освіта, охорона здоров'я та соціальна допомога — 31,5 %, будівництво — 10,8 %, виробництво — 8,9 %, роздрібна торгівля — 8,7 %.